# Jessica Varnish
Jessica Varnish née le 19 novembre 1990 à Bromsgrove, est une coureuse cycliste britannique, spécialiste des épreuves de vitesse sur piste.

## Biographie
Jessica Varnish est née à Bromsgrove, Worcestershire le 19 novembre 1990, fille de James "Jim" Varnish, un passionné de cyclisme. Elle étudie à la South Bromsgrove High School (en).
À 15 ans, Varnish participe officieusement aux championnats du monde juniors 2006 en Belgique. Elle se spécialise dans les disciplines du sprint sur piste. 
Elle fait sa première apparition avec la sélection britannique lors du Grand Prix international d'Autriche junior en Janvier 2006. Elle devient membre du Programme de développement olympique de British Cycling en junior. Âgée de seulement 17 ans, elle est sélectionnée pour le programme avec un an en avance sur le reste de son groupe d'âge, ce qui démontre la conviction de British Cycling en son potentiel. Entre 2007 et 2008, elle est triple championne d'Europe juniors (deux titres en keirin et un sur 500 mètres).
Elle obtient sa première sélection avec les élites lors des mondiaux sur piste 2008 à Manchester, où elle termine 25e du tournoi de qualification de la vitesse et ne se qualifie pas pour les 1/16e de finales.
En mars 2009, elle est nommée « personnalité sportive féminine junior de l'année » lors du Sports Partnership Herefordshire and Worcestershire Sports Awards. Le Virgin Trains Pendolino 390027 est nommé en son honneur le 29 juin 2011.
Aux mondiaux sur piste 2011, elle devient vice-championne du monde de vitesse par équipes avec sa coéquipière Victoria Pendleton. Il s'agit de sa première médaille mondiale. En octobre, elle devient championne d'Europe de la discipline.
Le 18 février 2012, elle participe à la manche de coupe du monde dans le nouveau vélodrome olympique. Avec Pendleton, elle bat en 32,828 secondes le record du monde de la vitesse par équipes et remporte la manche. Sélectionnée pour les Jeux olympiques d'été de 2012, elle participe à l'épreuve de vitesse par équipes avec Pendleton. Annoncées comme favorites, elles battent le record du monde lors des qualifications avant d'être déclassées en demi-finales, pour un relais irrégulier. 
En 2014, elle s'adjuge deux médailles de bronze aux mondiaux (vitesse individuelle et par équipes) et deux autres aux Jeux du Commonwealth (vitesse individuelle et 500 mètres).
En avril 2016, le Daily Telegraph rapporte que son contrat avec le programme olympique de British Cycling n'est pas renouvelé. Le directeur de la performance Shane Sutton indique que la décision est due aux performances de Varnish au cours des trois années précédentes, mais que cela n'a aucun lien avec les commentaires qu'elle avait fait lors d'interviews aux mondiaux 2015. Elle avait critiqué les sélections faites pour l'équipe de vitesse par équipes féminine en vue de se qualifier pour les Jeux olympiques d'été de 2016, une équipe qui ne s'est finalement pas qualifiée,. Dans un entretien ultérieur au Daily Mail, Varnish raconte que Sutton avait fait des commentaires sexistes lors de l'examen du non-renouvellement de son contrat, y compris en lui disant qu'elle était « trop vieille », qu'elle devrait mieux « avoir un bébé », et une « longue liste » de remarques sur la forme de son corps. En réponse British Cycling publie une déclaration indiquant qu'ils contacteront Varnish pour lui donner l'occasion de discuter de ces allégations dans son intégralité. The Daily Telegraph considère que cela pourrait signifier la fin de sa carrière sportive. Le 27 avril, Shane Sutton est suspendu et une enquête interne est ouverte, à trois mois des Jeux olympiques de Rio. Il démissionne plus tard dans la journée,.

## Palmarès

### Jeux olympiques
- Londres 2012
  - 8e de la vitesse par équipes (avec Victoria Pendleton)

### Championnats du monde
- Aguascalientes 2007
  -  Médaillée d'argent de la vitesse individuelle juniors
- Pruszkow 2009
  - 16e du keirin
- Apeldoorn 2011
  -  Médaillée d'argent de la vitesse par équipes (avec Victoria Pendleton)
- Melbourne 2012
  -  Médaillée de bronze du 500 mètres
  - 4e de la vitesse par équipes
- Cali 2014
  -  Médaillée de bronze de la vitesse individuelle
  -  Médaillée de bronze de la vitesse par équipes
  - 12e du keirin
- Saint-Quentin-en-Yvelines 2015
  - 8e de la vitesse par équipes
  - 8e de la vitesse individuelle
  - 17e du keirin
- Londres 2016
  - 5e de la vitesse par équipes
  - 12e de la vitesse individuelle[13]

### Coupe du monde
- 2008-2009 
  - 1re de la vitesse par équipes à Manchester (avec Anna Blyth)
- 2010-2011
  - 1re de la vitesse par équipes à Cali (avec Victoria Pendleton)
  - 2e de la vitesse par équipes à Melbourne
- 2011-2012
  - 1re de la vitesse par équipes à Londres (avec Victoria Pendleton)
- 2012-2013
  - 1re de la vitesse par équipes à Cali (avec Rebecca James)
  - 1re de la vitesse par équipes à Glasgow (avec Rebecca James)
  - 2e de la vitesse individuelle à Glasgow 
  - 3e de la vitesse individuelle à Cali
- 2013-2014
  - 2e de la vitesse par équipes à Aguascalientes
- 2015-2016
  - 2e de la vitesse par équipes à Hong Kong

### Jeux du Commonwealth
- New Delhi 2014
  -  Médaillée de bronze de la vitesse
  -  Médaillée de bronze du 500 mètres

### Championnats d'Europe
| Juniors et espoirs - Cottbus 2007 - Championne d'Europe du keirin juniors - Pruszków 2008 - Championne d'Europe du 500 mètres juniors - Championne d'Europe du keirin juniors - Médaillée de bronze de la vitesse juniors - Anadia 2011 - Championne d'Europe de vitesse par équipes espoirs (avec Rebecca James) - Championne d'Europe du 500 mètres espoirs - Médaillée de bronze de la vitesse espoirs | Élites - Pruszków 2010 - Médaillée d'argent de la vitesse par équipes - Apeldoorn 2011 - Championne d'Europe de vitesse par équipes (avec Victoria Pendleton) - Apeldoorn 2013 - Médaillée de bronze de la vitesse - Médaillée de bronze de la vitesse par équipes |

### Championnats de Grande-Bretagne
- Juniors
  - Championne de Grande-Bretagne de vitesse juniors : 2007 et 2008
  - Championne de Grande-Bretagne du 500 mètres juniors : 2008

- Élites
  - Championne de Grande-Bretagne de vitesse par équipes : 2009 (avec Helen Scott), 2010 (avec Rebecca James), 2011 (avec Victoria Pendleton), 2013 et 2014 (avec Dannielle Khan)
  - Championne de Grande-Bretagne du 500 mètres : 2011, 2013 et 2014
  - Championne de Grande-Bretagne du keirin : 2013 et 2014
  - Championne de Grande-Bretagne de vitesse : 2013 et 2014